# Walter Götze (Maler)
Ernst Heinrich Walter Götze (geb. 26. Februar 1901 in Frankfurt (Oder)-Dammvorstadt, Deutsches Reich, heute Słubice, Polen; gest. 23. Februar 1967 in Frankfurt (Oder), DDR) war ein deutscher Maler und Grafiker.
Walter Götze wurde in der Frankfurter Dammvorstadt geboren, im heute noch stehenden Haus Holzhofstr. 27 (ul. Kopernika 27). Sein Vater Heinrich Götze war Arbeiter. Schon bald nach seiner Geburt zog die Familie in das nahe gelegene Haus Frauendorfer Str. 13 (ul. Chopina 15), wo schon Verwandte seiner Mutter wohnten. Wenig später zogen sie in die Sonnenburger Str. 47 (ul. Wojska Polskiego). Von 1902 bis 1915 besuchte Götze die Volksschule am Roßmarkt (plac Przyjaźni). Dass er dort zu den besten Zeichnern gehörte, nutzte ihm wenig. Es fehlte ein Zeichenlehrer, der das Talent des Jungen gefördert hätte. Da der Familie das Geld für eine weiterführende Schule und eine künstlerische Ausbildung fehlte, lernte Götze den Beruf eines Porzellandrehers bzw. Steingutdrehers.
Im Mai 1927 heiratete Götze die Schneiderin Marie Arendt. Nach der Geburt der Tochter Rosemarie Götze im Jahr 1929 bezog die Familie eine Wohnung im Gewoba-Haus, Am Schützenhaus 26 (ul. Niepodleglosci 17). Hier wurde der Sohn Reinhard Götze geboren. Um 1935 zog die Familie in ein kleines Haus in der Kleingartenanlage Wiesenplan 582 – ebenfalls in der Dammvorstadt. Götze arbeitete in mehreren Betrieben. 1919 trat er der Gewerkschaft bei. Er war bei der Post, dann als technischer Zeichner in einer Fabrik und dann als Industriegrafiker angestellt.
Nebenher brachte Götze sich als Autodidakt das Malen und Zeichnen bei. Die märkische Landschaft im Tal der Oder, die er bei Wanderungen malte und zeichnete, wurden zu seinem bestimmenden künstlerischen Thema. 1930 stellte er in einer Berliner Kunsthandlung seine Bilder erstmals einem größeren Publikum vor. Im Januar/Februar 1936 stellten in der Frankfurter Rathaushalle 30 Künstler des Münchner Künstlerbundes Ring aus. Ergänzend waren neun Künstler der inzwischen zum Kurmärkischen Künstlerbund erweiterten lokalen Künstlervereinigung mit je zwei Werken vertreten. Das waren Karl Alexander Brendel, Hans Banski (geb. um 1910), Joachim Banski (1910–1945), Gerhard Bethge, Willy Friemel, Rudolf Grunemann, Max Heilmann, Gerhard Kuhnt sowie Walter Götze. Nur zwei Jahre später konnte Götze in der städtischen Ausstellungshalle im Stadttheater eine Folge seiner Gemälde zeigen. Der Kulturredakteur der Frankfurter Oder-Zeitung schrieb darüber: „Walter Götze, den wir schon immer zu den ernst ringenden und mit sicherem Geschmack gestaltenden Mitglieder unseres Künstlerbundes rechnen konnten, hat die Stimmungen seiner Motive mit feiner Empfindlichkeit erfasst und sie im Wechsel der Tages- und Jahreszeiten frisch und unproblematisch wiedergegeben, […] obgleich alle diese Werke künstlerisch verdienstvoll sind, erscheinen einige besonders wohlgelungen, wie „Abend am Wasser“, „Am Lagower See“, „Oder-Tal“, „Spätsommer““. Im Juli 1939 wurden im Schaufenster der Waldowschen Buch- und Kunsthandlung am Wilhelmsplatz in Frankfurt (Oder) eine Reihe von Federzeichnungen gezeigt, darunter Blumenstücke und ein Motiv von seiner Reise nach Hamburg.
Am 1. September 1941 wurde Walter Götze zum Militärdienst im Zweiten Weltkrieg eingezogen. 1945 kehrte er nach kurzer sowjetischer Gefangenschaft nach Frankfurt zurück. Sein gesamtes bis dahin geschaffenes künstlerisches Werk war durch Kriegseinwirkungen vernichtet. Infolge des Zweiten Weltkriegs wurde aus der Frankfurter Dammvorstadt die polnische Stadt Słubice, aus der alle deutschen Einwohner vertrieben wurden. Götzes Familie zog in das Haus Fischerstraße 32 auf der Westseite der Oder. Götze durchstreifte die völlig zerstörte Innenstadt Frankfurts und skizzierte die Trümmer. Jetzt als Maler und Grafiker beruflich anerkannt, hielt Götze die erste Friedensweihnacht genauso wie den ersten freien Markt im Bild fest. Er zeichnete die sich lang hinziehende Enttrümmerung und den Aufbau neuer Straßenzüge. Später stellte er den Aufbau von Stalinstadt mit seinem Hüttenwerk dar. Ab 1953 wohnte Götze mit seiner Familie in die neu errichtete Huttenstraße 7, wo er ein Atelier hatte. Er illustrierte die gedruckten Pläne des Nationalen Aufbauwerkes (NAW). Für seinen Beitrag zum NAW erhielt er 1956 als erster die silberne Aufbaunadel. Götze schuf Illustrationen für den neu erscheinenden „Frankfurter Kulturspiegel“. 1946 trat Götze dem neu gegründeten Kulturbund bei und übernahm ehrenamtlich das Amt des 1. Kreisvorsitzenden und die Arbeitskreisleitung Frankfurt (Oder) für den zunächst als Teil des Kulturbundes gegründeten Verband Bildender Künstler Deutschlands. Im September 1949 absolvierte er einen kulturpolitischen Lehrgang in Ludwigsfelde. Götze wurde Mitglied der SED. 1950 wurde er erstmals für den Kulturbund in die Frankfurter Stadtverordnetenversammlung gewählt. Hier übernahm er das Amt des Vorsitzenden der Ständigen Kommission Volksbildung und Kultur. Hier setzte er sich unter anderem für die Gründung des Bezirksmuseums Viadrina ein. In seiner bis 1961 andauernden Abgeordnetentätigkeit musste er sich als kritischer Geist einmal wegen „sektiererischen Auftretens“ verantworten. Götze leitete einige Zirkel von Laienkünstlern in Volkseigenen Betrieben des Bezirkes Frankfurt (Oder). Walter Götze stellte weiter aus, so im Bezirksmuseum und im Kabinett der Galerie „Junge Kunst“ in Frankfurt (Oder) und 1964, 1976 und 1979 auf den Bezirkskunstausstellungen.
Zu seinem künstlerischen Umfeld gehörten u. a. Rudolf Grunemann, Dora Kärgel und Edmund Neutert.
Walter Götze starb 1967 im Bezirkskrankenhaus Frankfurt (Oder) und wurde auf dem Hauptfriedhof Frankfurt (Oder) begraben.